# مقاطعة ماركويت (ويسكونسن)
مقاطعة ماركويت (بالإنجليزية: Marquette County, Wisconsin)‏ هي إحدى مقاطعات ولاية ويسكونسن في الولايات المتحدة. تأسست سنة 1836، وتبلغ مساحتها 464 ميل مربع (1,200 كـم2)، بلغ عدد سكانها 15404 نسمة في عام 2010 حسب إحصاء مكتب تعداد الولايات المتحدة .

## وصلات خارجية
- الموقع الرسمي
- United States Counties